# جنبش روشنی
جنبش روشنی (پشتو: روښانی غورځنګ) یک جنبش اصلاح‌طلب پوپولیستی تصوف بود که در قرن شانزدهم توسط شاعر جنگجوی افغان یا پشتون (Bay پشتون‌های)، بایزید پیر روشن، که بیشتر به عنوان «پیر (تصوف) (استاد صوفی) روشن» یا «پیر رخان» شناخته می‌شود، تأسیس شد. پیر روشن نابرابری و بی عدالتی اجتماعی را که به امپراتوری گورکانی آن روز نسبت داد، به چالش کشید و در عوض از یک سیستم اجتماعی برابری‌طلب و حتی کمونیستی حمایت کرد.